# Air Bud superstar
Série Air Bud
Air Bud 4 : Un chien du tonnerre
(2001) Cinq Toutous prêts à tout
(2006)
Pour plus de détails, voir Fiche technique et Distribution.
Air Bud superstar ou Tobby 5 : L'As du volley-ball au Québec (Air Bud: Spikes Back) est un film américain réalisé par Mike Southon, sorti en 2003.
C'est le cinquième film de la série inaugurée par Air Bud : Buddy star des paniers en 1997, mettant en vedette un golden retriever. Il s'agit de l'un des films de la franchise Air Bud dont les droits appartiennent à Air Bud Entertainment et non à The Walt Disney Company qui se charge seulement de sa distribution dans certains pays.

## Synopsis
Buddy (Tobby au Québec) démontre ses talents de chien-athlète en tout genre, cette fois-ci au volley-ball de plage. Mais il est aussi impliqué involontairement dans un vol de diamant, et devra affronter des bandits qui tentent de récupérer celui-ci.

## Fiche technique
- Réalisateur et directeur de la photographie : Mike Southon

## Distribution
- Katija Pevec (VQ : Bianca Gervais) : Andrea Framm
- Cynthia Stevenson (VQ : Natalie Hamel-Roy) : Mme Jackie Framm
- Alf Humphreys (VQ : Thiéry Dubé) : Patrick Sullivan
- Jake D. Smith (VQ : Laurent-Christophe De Ruelle) : Noah Sullivan
- Tyler Boissonnault (VQ : Sébastien Reding) : Connor
- Edie McClurg (VQ : Louise Rémy) : Grand-mère Framm
- Chantal Strand : Tammy
- C. Ernst Harth : Phil
- Malcolm Scott (VQ : Joël Legendre) : Gordon
- Robert Tinkle (VQ : François Godin) : Doug
- Ellen Kennedy : Mère de Tammy
- Patrick Cranshaw : Shérif Bob
- Nancy Robertson : Principale Pickle
- Doug Funk : Postier Phil

## Anecdotes
- Alf Humphreys est le quatrième acteur à avoir pris le rôle de Patrick Sullivan après Gregory Harrison dans Air Bud 2, Dale Midkiff dans Air Bud 3 et Kevin Dunn dans Air Bud 4.
- Katija Pevec remplace Caitlin Wachs dans le rôle d'Andrea Framm.
- C'est le seul film de la série Air Bud dans laquelle Josh Framm joué par Kevin Zegers est absent.